# HD 213930
HD 213930，又名BD+55 2769，SAO 34574、HR 8594，是一颗恒星，视星等为5.71，位于銀經104.8，銀緯-1.32，其B1900.0坐标为赤經22h 29m 47.8s，赤緯+56° -1.32′ 27″。